# Pave Martin 1.
Martin 1. (død 16. september 655) var pave fra 21. juli 649 til sin død i 655. Han blev født nær Todi i Umbria, på et sted der i dag er opkaldt efter ham (Pian di San Martino). Han efterfulgte Pave Teodor 1. den 5. juli 649. Han var kun pave under det byzantinske pavedømme, hvis udnævnelser ikke blev anerkendt af en iussio fra Konstantinopel. Martin 1. blev bortført af kejser Konstans 2. og døde ved Cherson. Han blev betragtet som en helgen og martyr af den katolske kirke og af den ortodokse kirke.